# Gacko polje
Gacko polje – polje w Chorwacji, położone na terenie Liki.

## Opis
Położone jest w północnej części Liki, pomiędzy Malą Kapelą a niższymi zboczami północnego Welebitu. Jego wysokość waha się w przedziale 425–481 m n.p.m., a powierzchnia wynosi 80 km². Ma 16 km długości i do 10 km szerokości. Jego dno pokryte jest osadami rzecznymi (żwir, piasek, glina). Przepływa przez nie rzeka Gacka. Jej źródła znajdują się w południowo-wschodniej części polja. 
Największe miejscowości to Otočac, Prozor, Ličko Lešće, Sinac i Čovići. Przez polje przebiegają drogi Zagrzeb – Ploče (autostrada A1), Senj – Otočac – Gospić i Otočac – Vrhovine oraz linia kolejowa Oštarija – Gospić. Tereny polja wykorzystywane są gospodarczo do hodowli zwierząt i uprawy zbóż, owoców i warzyw.